# Melbourne Summer Set 1 2022
Melbourne Summer Set 1 2022 var en av två tennisturneringar under namnet Melbourne Summer Set i Melbourne, Australien. Turneringen var en del av 250 Series på ATP-touren 2022 och WTA 250 på WTA-touren 2022 och spelades utomhus på hard court mellan den 4–9 januari 2022. Samtidigt hölls Melbourne Summer Set 2 2022 som endast var en WTA 250-turnering.
Rafael Nadal vann herrarnas singeltitel, vilket var hans totalt 89:e i karriären på ATP-touren samt hans första i Australien sedan 2009. Simona Halep vann damernas singeltitel,  vilket var henens totalt 23:e i karriären på WTA-touren.

## Mästare

### Herrsingel
- Rafael Nadal besegrade  Maxime Cressy 7–6(8–6), 6–3

### Damsingel
- Simona Halep besegrade  Veronika Kudermetova 6–2, 6–3

### Herrdubbel
- Wesley Koolhof /  Neal Skupski besegrade  Aleksandr Nedovyesov /  Aisam-ul-Haq Qureshi 6–4, 6–4

### Damdubbel
- Asia Muhammad /  Jessica Pegula besegrade  Sara Errani /  Jasmine Paolini 6–3, 6–1